# قسط طيني
قسط طيني (الاسم العلمي:Costus lima) هو نوع من النباتات يتبع جنس القسط من الفصيلة القسطية.